# Brunbandad lövmätare
Brunbandad lövmätare Idaea rusticata är en fjärilsart som beskrevs av Ignaz Schiffermüller 1775. Brunbandad lövmätare ingår i släktet Idaea och familjen mätare, Geometridae. Arten är ännu inte påträffad i Sverige. En underart finns listad i Catalogue of Life, Idaea rusticata mustelata Gumppenberg, 1892.

## Bildgalleri

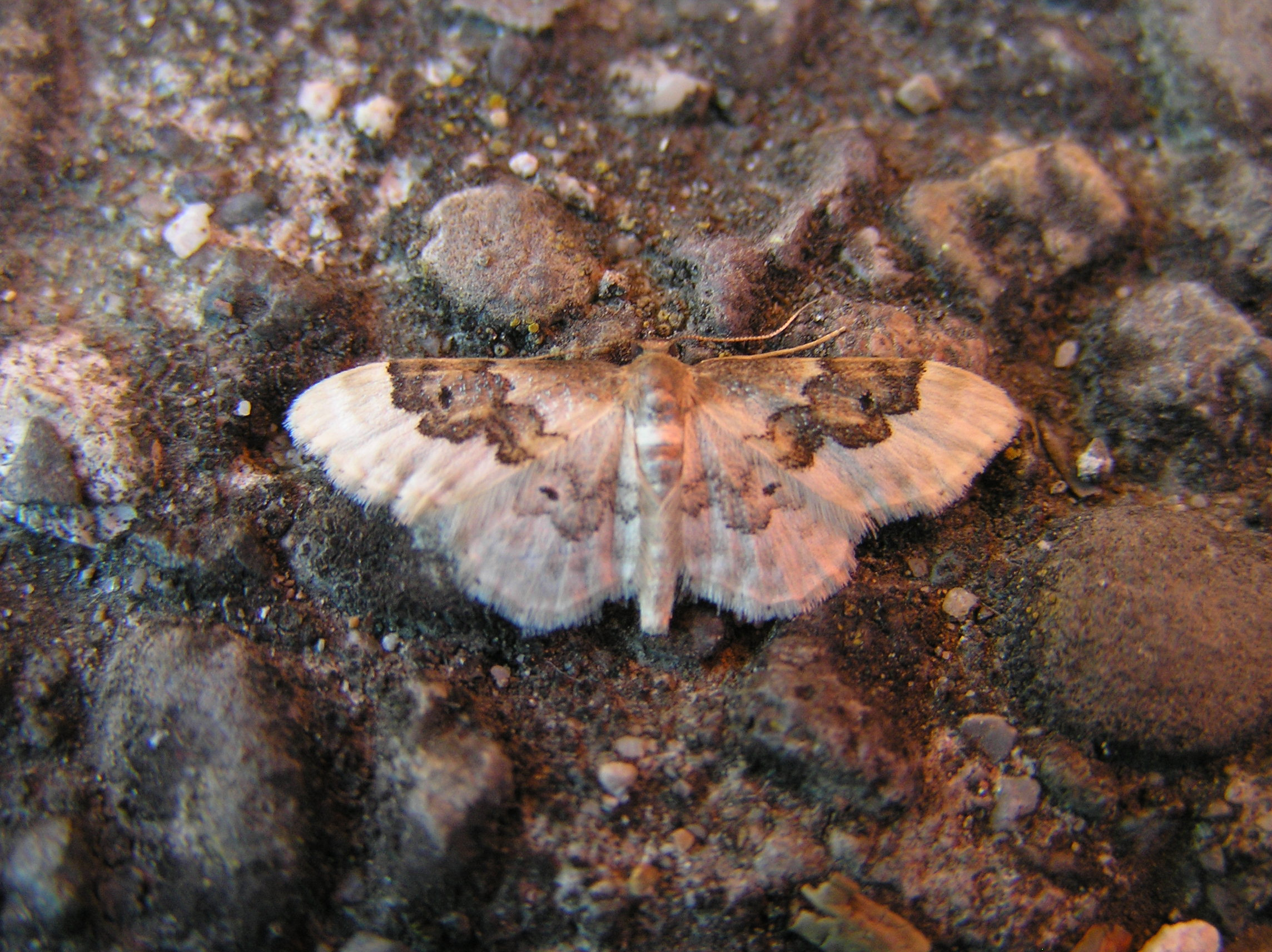
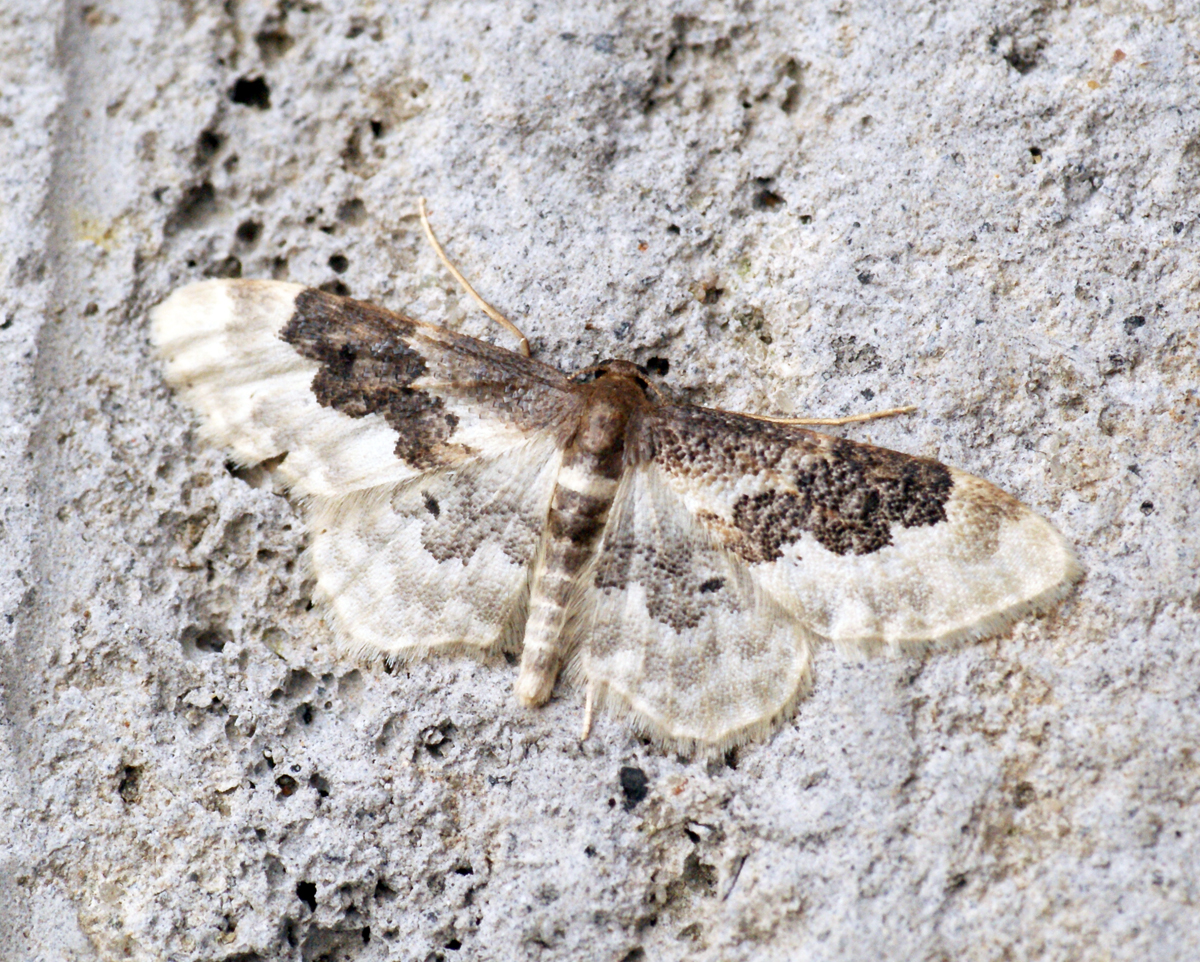
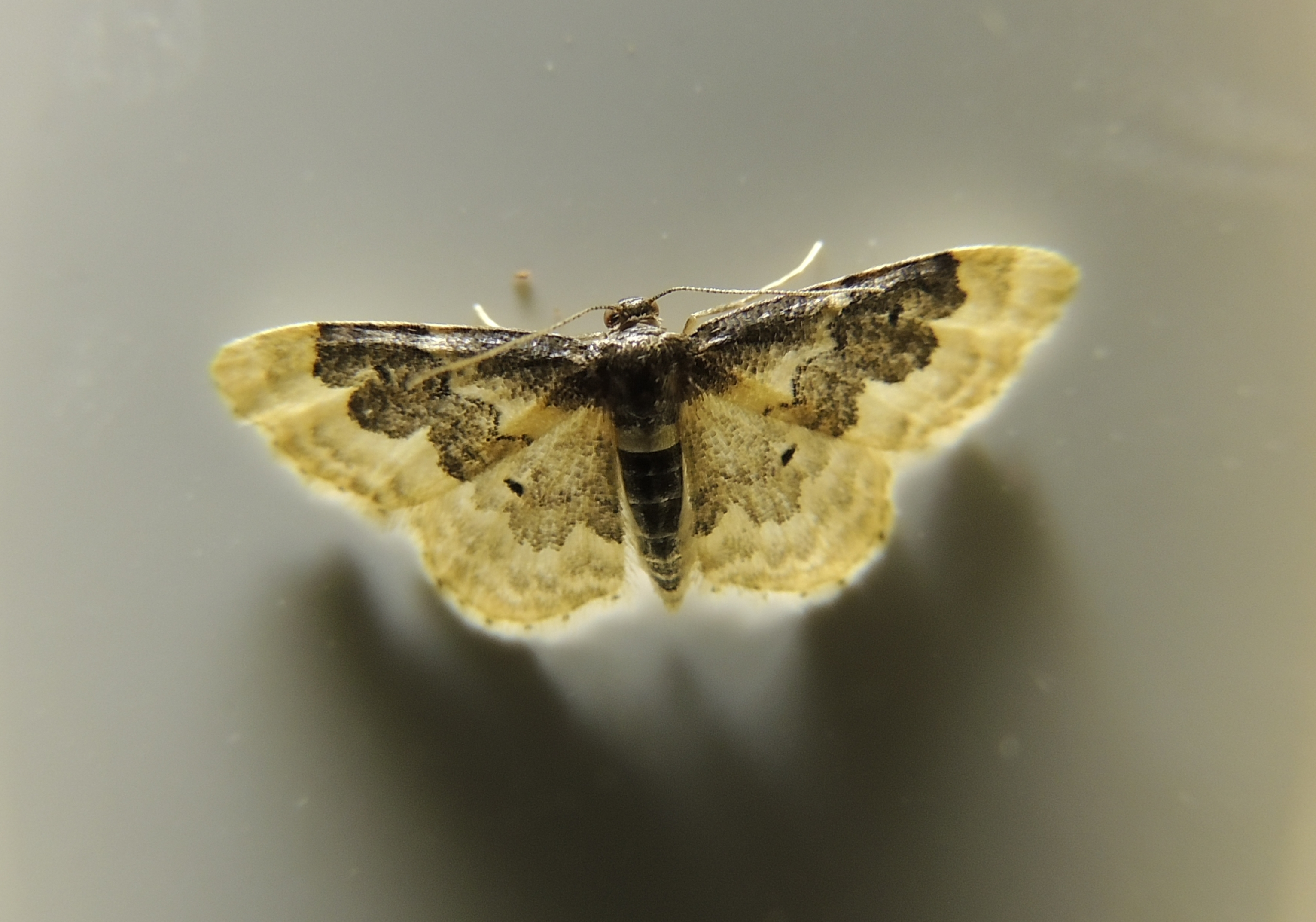